# 尼克·托馬斯-西蒙斯

尼克·托馬斯-西蒙斯（英語：Nicklaus Thomas-Symonds，1980年5月26日—）是一位威爾斯政治人物，出生于威尔士的格里菲斯镇，英國工黨党员。自2015年開始，他擔任托法恩選區選出的英國下議院議員。在踏入政壇之前，他曾是一位律師。他还是和二书的作者。